# Cormoranche-sur-Saône

Cormoranche-sur-Saône este o comună în departamentul Ain din estul Franței.